# Costa de Marfil en la Copa Mundial de Fútbol de 2010
La Selección de Costa de Marfil fue uno de los 32 equipos participantes de la Copa Mundial de Fútbol de 2010, que se realizó en Sudáfrica.

## Clasificación
Costa de Marfil comenzó su proceso clasificatorio en la tercera fase, siendo ubicada en el Grupo 7. Luego de quedar en la primera posición, la selección de Costa de Marfil se clasificó para disputar la segunda fase de grupos en el año 2009.

### Primera fase de grupos

#### Grupo 7
| Equipo          | Pts | PJ | PG | PE | PP | GF | GC | Dif |
| --------------- | --- | -- | -- | -- | -- | -- | -- | --- |
| Costa de Marfil | 12  | 6  | 3  | 3  | 0  | 10 | 2  | 8   |
| Mozambique      | 8   | 6  | 2  | 2  | 2  | 7  | 5  | 2   |
| Madagascar      | 6   | 6  | 1  | 3  | 2  | 2  | 7  | -5  |
| Botsuana        | 5   | 6  | 1  | 2  | 3  | 3  | 8  | -5  |

| Fecha                   | Lugar        |                 |                            | Resultado |                            |                 |
| ----------------------- | ------------ | --------------- | -------------------------- | --------- | -------------------------- | --------------- |
| 1 de junio de 2008      | Abiyán       | Costa de Marfil | Bandera de Costa de Marfil | 1:0 (0:0) | Bandera de Mozambique      | Mozambique      |
| 8 de junio de 2008      | Antananarivo | Madagascar      | Bandera de Madagascar      | 0:0       | Bandera de Costa de Marfil | Costa de Marfil |
| 14 de junio de 2008     | Gaborone     | Botsuana        | Bandera de Botsuana        | 1:1 (1:0) | Bandera de Costa de Marfil | Costa de Marfil |
| 22 de junio de 2008     | Abiyán       | Costa de Marfil | Bandera de Costa de Marfil | 4:0 (2:0) | Bandera de Botsuana        | Botsuana        |
| 7 de septiembre de 2008 | Maputo       | Mozambique      | Bandera de Mozambique      | 1:1 (0:0) | Bandera de Costa de Marfil | Costa de Marfil |
| 11 de octubre de 2008   | Abiyán       | Costa de Marfil | Bandera de Costa de Marfil | 3:0 (1:0) | Bandera de Madagascar      | Madagascar      |

### Segunda fase de grupos
Luego del primer lugar en el Grupo 7 de la primera fase de grupos, Costa de Marfil jugó en el grupo E de la segunda fase, quedando en el primer lugar y clasificando a la Copa Mundial de Fútbol.

#### Grupo E
| Equipo          | Pts | PJ | PG | PE | PP | GF | GC | Dif |
| --------------- | --- | -- | -- | -- | -- | -- | -- | --- |
| Costa de Marfil | 16  | 6  | 5  | 1  | 0  | 19 | 4  | 15  |
| Burkina Faso    | 12  | 6  | 4  | 0  | 2  | 10 | 11 | -1  |
| Malaui          | 4   | 6  | 1  | 1  | 4  | 4  | 11 | -7  |
| Guinea          | 3   | 6  | 1  | 0  | 5  | 7  | 14 | -7  |

| Fecha                   | Lugar    |                 |                            | Resultado                                                          |                            |                 |
| ----------------------- | -------- | --------------- | -------------------------- | ------------------------------------------------------------------ | -------------------------- | --------------- |
| 29 de marzo de 2009     | Abiyán   | Costa de Marfil | Bandera de Costa de Marfil | 5:0 (3:0) Archivado el 1 de abril de 2009 en Wayback Machine.      | Bandera de Malaui          | Malaui          |
| 7 de junio de 2009      | Conakri  | Guinea          | Bandera de Guinea          | 1:2 (0:1) Archivado el 11 de junio de 2009 en Wayback Machine.     | Bandera de Costa de Marfil | Costa de Marfil |
| 20 de junio de 2009     | Uagadugú | Burkina Faso    | Bandera de Burkina Faso    | 2:3 (1:1) Archivado el 22 de junio de 2009 en Wayback Machine.     | Bandera de Costa de Marfil | Costa de Marfil |
| 5 de septiembre de 2009 | Abiyán   | Costa de Marfil | Bandera de Costa de Marfil | 5:0 (1:0) Archivado el 9 de septiembre de 2009 en Wayback Machine. | Bandera de Burkina Faso    | Burkina Faso    |
| 10 de octubre de 2009   | Blantyre | Malaui          | Bandera de Malaui          | 1:1 (0:0) Archivado el 13 de octubre de 2009 en Wayback Machine.   | Bandera de Costa de Marfil | Costa de Marfil |
| 14 de noviembre de 2009 | Abiyán   | Costa de Marfil | Bandera de Costa de Marfil | 3:0 (2:0) Archivado el 16 de junio de 2010 en Wayback Machine.     | Bandera de Guinea          | Guinea          |

## Jugadores
| #     | Nombre                | Posición              | Edad                  | PJ Sel                | Club                  |
| ----- | --------------------- | --------------------- | --------------------- | --------------------- | --------------------- |
| 1     | Boubacar Barry        | Portero               | 30                    | 45                    | Lokeren               |
| 2     | Benjamin Angoua       | Defensa               | 23                    | 7                     | Valenciennes FC       |
| 3     | Arthur Boka           | Defensa               | 27                    | 54                    | Stuttgart             |
| 4     | Kolo Touré            | Defensa               | 29                    | 76                    | Manchester City       |
| 5     | Didier Zokora         | Mediocampista         | 29                    | 80                    | Sevilla FC            |
| 6     | Steve Gohouri †       | Defensa               | 29                    | 11                    | Wigan Athletic        |
| 7     | Seydou Doumbia        | Delantero             | 22                    | 20                    | CSKA Moscú            |
| 8     | Salomon Kalou         | Delantero             | 24                    | 27                    | Chelsea               |
| 9     | Cheick Tioté †        | Mediocampista         | 23                    | 8                     | FC Twente             |
| 10    | Gervinho              | Mediocampista         | 23                    | 13                    | Lille OSC             |
| 11    | Didier Drogba         | Delantero             | 32                    | 27                    | Chelsea               |
| 12    | Jean-Jacques Gosso    | Mediocampista         | 27                    | 6                     | AS Monaco             |
| 13    | Romaric               | Mediocampista         | 27                    | 38                    | Sevilla FC            |
| 14    | Emmanuel Kone         | Mediocampista         | 23                    | 12                    | Internacional         |
| 15    | Aruna Dindane         | Delantero             | 29                    | 54                    | Lekhwiya SC           |
| 16    | Aristide Zogbo        | Portero               | 28                    | 6                     | Maccabi Netanya       |
| 17    | Siaka Tiéné           | Defensa               | 28                    | 52                    | Valenciennes FC       |
| 18    | Abdul Kader Keita     | Mediocampista         | 28                    | 55                    | Galatasaray           |
| 19    | Yaya Touré            | Mediocampista         | 27                    | 45                    | FC Barcelona          |
| 20    | Guy Demel             | Defensa               | 28                    | 26                    | Hamburgo SV           |
| 21    | Emmanuel Eboué        | Defensa               | 27                    | 51                    | Arsenal FC            |
| 22    | Souleymane Bamba†     | Defensa               | 25                    | 19                    | Hibernian FC          |
| 23    | Daniel Yéboah         | Portero               | 25                    | 7                     | ASEC Mimosas          |
| D. T. | Sven-Göran Eriksson † | Sven-Göran Eriksson † | Sven-Göran Eriksson † | Sven-Göran Eriksson † | Sven-Göran Eriksson † |

## Participación

### Grupo G
| Equipo          | Pts | PJ | PG | PE | PP | GF | GC | Dif |
| --------------- | --- | -- | -- | -- | -- | -- | -- | --- |
| Brasil          | 7   | 3  | 2  | 1  | 0  | 5  | 2  | 3   |
| Portugal        | 5   | 3  | 1  | 2  | 0  | 7  | 0  | 7   |
| Costa de Marfil | 4   | 3  | 1  | 1  | 1  | 4  | 3  | 1   |
| Corea del Norte | 0   | 3  | 0  | 0  | 3  | 1  | 12 | -11 |

| 15 de junio de 2010, 16:00 | Costa de Marfil | 0:0     | Portugal | Estadio Nelson Mandela Bay, Port Elizabeth                            |                                                                       |
|                            |                 | Reporte |          | Asistencia: 37.034 espectadores Árbitro(s): Jorge Larrionda (Uruguay) | Asistencia: 37.034 espectadores Árbitro(s): Jorge Larrionda (Uruguay) |

| 20 de junio de 2010, 20:30 | Brasil                            | 3:1 (1:0) | Costa de Marfil | Estadio Soccer City, Johannesburgo                                    |                                                                       |
|                            | Luís Fabiano 24', 49' · Elano 61' | Reporte   | Drogba 78'      | Asistencia: 84.455 espectadores Árbitro(s): Stephane Lannoy (Francia) | Asistencia: 84.455 espectadores Árbitro(s): Stephane Lannoy (Francia) |

| 25 de junio de 2010, 16:00 | Corea del Norte | 0:3 (0:2) | Costa de Marfil                          | Estadio Mbombela, Nelspruit                                          |                                                                      |
|                            |                 | Reporte   | Yaya Touré 13' · Romaric 19' · Kalou 81' | Asistencia: 34.763 espectadores Árbitro(s): Alberto Undiano (España) | Asistencia: 34.763 espectadores Árbitro(s): Alberto Undiano (España) |

- Nota: La hora mostrada corresponde a la hora local de Sudáfrica (UTC+2).